# Kenny Wayne Shepherd

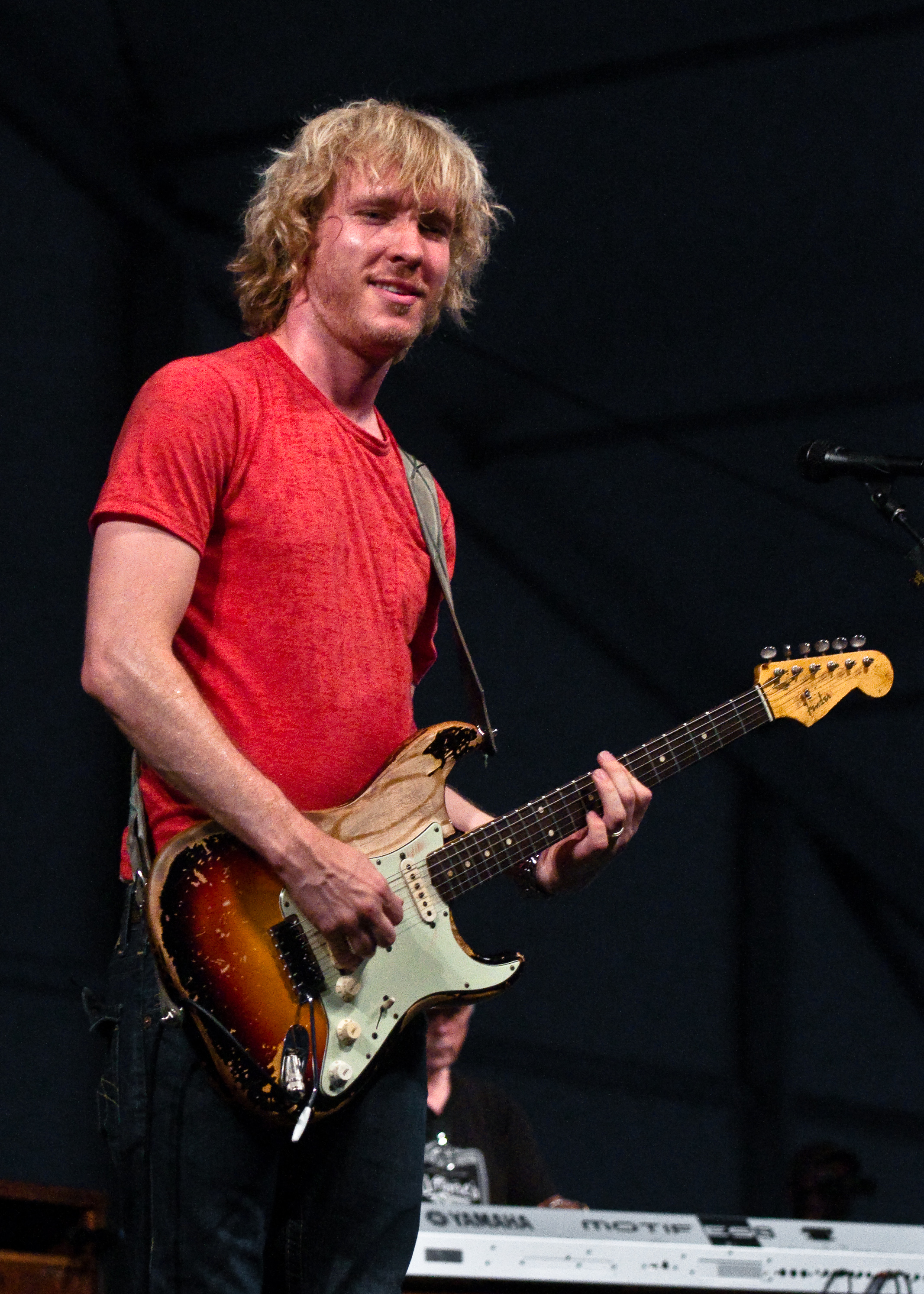
Kenny Wayne Shepherd (2010)

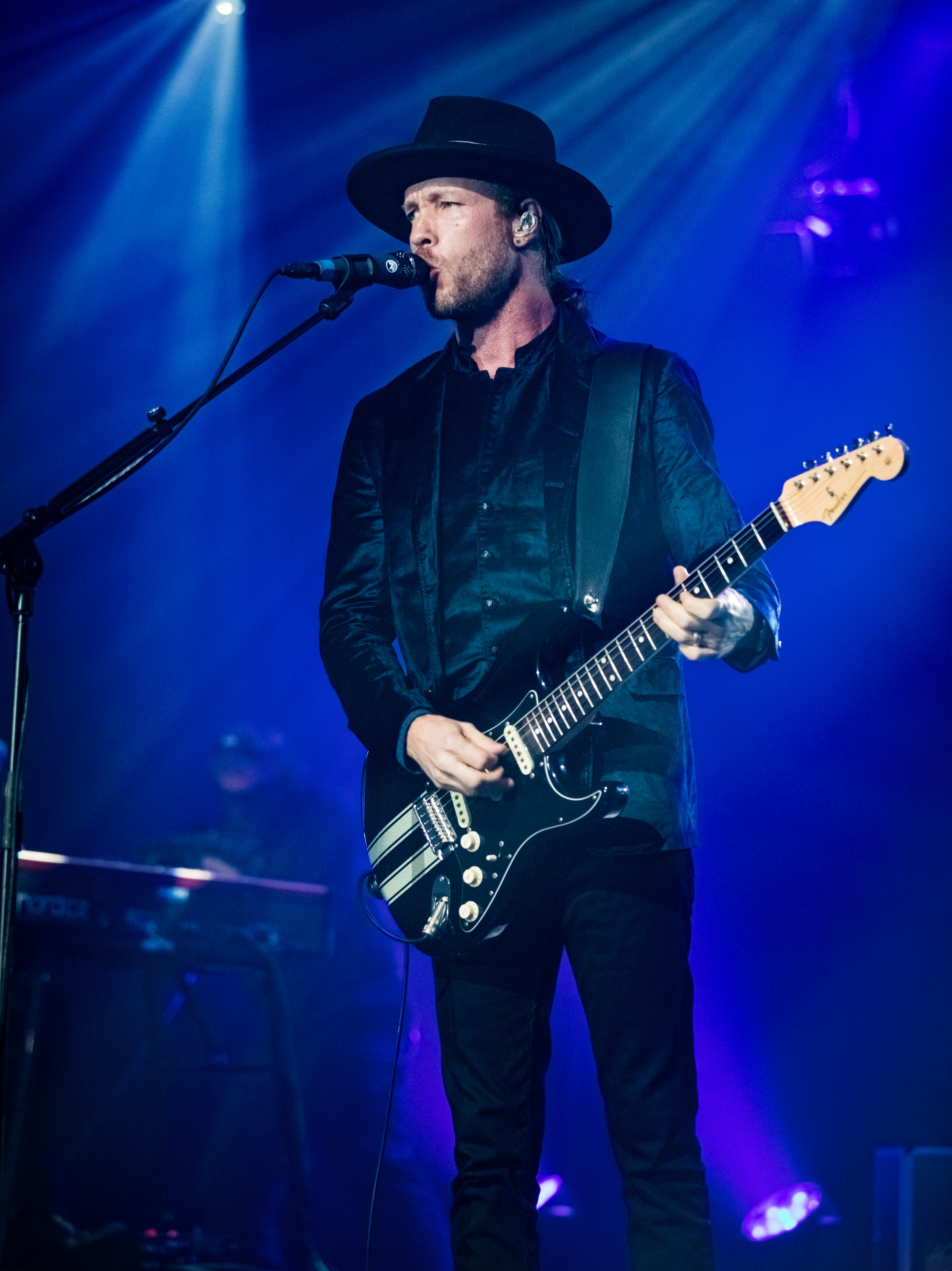
Kenny Wayne Shepherd live bei den Leverkusener Jazztagen 2019

Kenny Wayne Shepherd (* 12. Juni 1977 in Shreveport, Louisiana) ist ein US-amerikanischer Bluesrock-Gitarrist.

## Leben und Karriere
Autodidaktisch begann er im Alter von sieben Jahren mit dem Gitarrespielen, indem er Licks von Muddy Waters nachspielte. 13-jährig wurde er in New Orleans von den Bluesmusikern Bryan Lee und Stevie Ray Vaughan auf eine Bühne geholt. Die guten Kontakte seines Vaters und Managers Ken, DJ und bekannte Größe in Shreveport, halfen ihm, einen Plattenvertrag bei dem Major-Label Giant Records zu bekommen. 
Sein 1995 erschienenes Debüt trägt den Titel Ledbetter Heights und enthält neben Eigenkompositionen auch einige Coverversionen. Shepherd ist auf Tour und im Studio mit der Kenny Wayne Shepherd Band aktiv. Sein Sänger ist seit 1996 Noah Hunt aus Cincinnati, der auch in seinem bekanntesten Lied Blue on Black sang.
2013 und 2016 veröffentlichte Shepherd zusammen mit Stephen Stills und Barry Goldberg zwei Alben unter dem Bandnamen The Rides.

## Privates
Am 16. September 2006 heiratete er Hannah Gibson, die Tochter des Schauspielers Mel Gibson.

## Diskografie

### Alben
| Jahr | Titel                                 | Höchstplatzierung, Gesamtwochen, AuszeichnungChartplatzierungen (Jahr, Titel, Platzierungen, Wochen, Auszeichnungen, Anmerkungen) | Höchstplatzierung, Gesamtwochen, AuszeichnungChartplatzierungen (Jahr, Titel, Platzierungen, Wochen, Auszeichnungen, Anmerkungen) | Höchstplatzierung, Gesamtwochen, AuszeichnungChartplatzierungen (Jahr, Titel, Platzierungen, Wochen, Auszeichnungen, Anmerkungen) | Höchstplatzierung, Gesamtwochen, AuszeichnungChartplatzierungen (Jahr, Titel, Platzierungen, Wochen, Auszeichnungen, Anmerkungen) | Höchstplatzierung, Gesamtwochen, AuszeichnungChartplatzierungen (Jahr, Titel, Platzierungen, Wochen, Auszeichnungen, Anmerkungen) | Anmerkungen                                                       |
| Jahr | Titel                                 | DE | AT | CH | UK | US | Anmerkungen                                                       |
| ---- | ------------------------------------- | --- | --- | --- | --- | --- | ----------------------------------------------------------------- |
| 1995 | Ledbetter Heights                     | — | — | — | — | US108 Platin · (33 Wo.)US | Erstveröffentlichung: 19. September 1995                          |
| 1997 | Trouble Is …                          | — | — | — | — | US74 Platin · (62 Wo.)US | Erstveröffentlichung: 7. Oktober 1997                             |
| 1999 | Live On                               | — | — | — | — | US52 Gold · (6 Wo.)US | Erstveröffentlichung: 12. Oktober 1999                            |
| 2004 | The Place You’re In                   | — | — | — | — | US101 (3 Wo.)US | Erstveröffentlichung: 5. Oktober 2004                             |
| 2007 | 10 Days Out: Blues from the Backroads | — | — | — | — | US164 (1 Wo.)US | Erstveröffentlichung: 23. Januar 2007                             |
| 2010 | Live! In Chicago                      | — | — | — | — | US114 (1 Wo.)US | Erstveröffentlichung: 27. September 2010                          |
| 2011 | How I Go                              | DE57 (1 Wo.)DE | — | CH86 (1 Wo.)CH | UK92 (2 Wo.)UK | US52 (3 Wo.)US | Erstveröffentlichung: 2. August 2011                              |
| 2014 | Goin’ Home                            | DE53 (1 Wo.)DE | — | CH77 (1 Wo.)CH | UK82 (1 Wo.)UK | US25 (2 Wo.)US | Erstveröffentlichung: 5. Mai 2014                                 |
| 2017 | Lay It on Down                        | DE36 (2 Wo.)DE | AT56 (1 Wo.)AT | CH27 (3 Wo.)CH | UK100 (1 Wo.)UK | US34 (1 Wo.)US | Erstveröffentlichung: 21. Juli 2017                               |
| 2019 | The Traveler                          | DE26 (2 Wo.)DE | AT52 (1 Wo.)AT | CH12 (6 Wo.)CH | UK94 (1 Wo.)UK | US103 (1 Wo.)US | Kenny Wayne Shepherd Band Erstveröffentlichung: 31. Mai 2019      |
| 2020 | Straight to You: Live                 | DE98 (1 Wo.)DE | — | CH91 (1 Wo.)CH | — | — | Kenny Wayne Shepherd Band Erstveröffentlichung: 27. November 2020 |
| 2022 | Trouble Is… 25                        | DE69 (1 Wo.)DE | — | — | — | — | Erstveröffentlichung: 2. Dezember 2022                            |
| 2023 | Dirt on My Diamonds: Vol. 1           | — | — | CH44 (1 Wo.)CH | — | — | Erstveröffentlichung: 17. November 2023                           |
| 2024 | Dirt on My Diamonds: Vol. 2           | — | — | CH33 (1 Wo.)CH | — | — | Erstveröffentlichung: 20. September 2024                          |

### Singles
| Jahr | Titel Album                        | Höchstplatzierung, Gesamtwochen, AuszeichnungChartplatzierungen (Jahr, Titel, Album, Platzierungen, Wochen, Auszeichnungen, Anmerkungen) | Höchstplatzierung, Gesamtwochen, AuszeichnungChartplatzierungen (Jahr, Titel, Album, Platzierungen, Wochen, Auszeichnungen, Anmerkungen) | Höchstplatzierung, Gesamtwochen, AuszeichnungChartplatzierungen (Jahr, Titel, Album, Platzierungen, Wochen, Auszeichnungen, Anmerkungen) | Höchstplatzierung, Gesamtwochen, AuszeichnungChartplatzierungen (Jahr, Titel, Album, Platzierungen, Wochen, Auszeichnungen, Anmerkungen) | Höchstplatzierung, Gesamtwochen, AuszeichnungChartplatzierungen (Jahr, Titel, Album, Platzierungen, Wochen, Auszeichnungen, Anmerkungen) | Anmerkungen |
| Jahr | Titel Album                        | DE | AT | CH | UK | US | Anmerkungen |
| ---- | ---------------------------------- | --- | --- | --- | --- | --- | --- |
| 1998 | Blue on Black Trouble Is …         | — | — | — | — | US78 Platin · (10 Wo.)US | Erstveröffentlichung: 7. April 1998                                                                                   |
| 2019 | Blue on Black And Justice for None | — | — | — | — | US66 (1 Wo.)US | Erstveröffentlichung: 12. April 2019 Five Finger Death Punch feat. Kenny Wayne Shepherd, Brantley Gilbert & Brian May |

## Videoalben
- 2007: 10 Days Out: Blues from the Backroads (US: Platin)